# Jenji Kohan
Jenji Kohan (Los Angeles, 5 de julho de 1969) é uma diretora, escritora, produtora e roteirista estadunidense. Ela é conhecida por ser a criadora das séries de comédia-drama Weeds e Orange Is the New Black e também pelas nove indicações ao Emmy.

## Filmografia
- 1994: The Fresh Prince of Bel-Air
- 1996: Boston Common
- 1996 – 1999: Tracey Takes On...
- 1997: Mad About You
- 1998: Sex and the City
- 2000: Gilmore Girls
- 2002: Will & Grace
- 2002: My Wonderful Life
- 2004: The Stones
- 2005 – 2012: Weeds
- 2009: Ronna & Beverly
- 2010: Tough Trade
- 2013 – 2019: Orange Is the New Black
- 2017 – presente: GLOW